# Diecezja Suzhou
Diecezja Suzhou (łac. Dioecesis Suceuvensis, chiń. 天主教苏州教区) – rzymskokatolicka diecezja ze stolicą w Suzhou w prowincji Jiangsu, w Chińskiej Republice Ludowej. Biskupstwo jest sufraganią archidiecezji nankińskiej.

## Historia
9 czerwca 1949 papież Pius XII bullą Quo catholicae fidei erygował diecezję Suzhou. Dotychczas wierni z tych terenów należeli do diecezji szanghajskiej.
Od zwycięstwa komunistów w chińskiej wojnie domowej w 1949 diecezja, podobnie jak cały prześladowany Kościół katolicki w Chinach, nie może normalnie działać.  8 września 1955 administrator apostolski diecezji Suzhou bp Ignatius Kung Pin-mei został aresztowany wraz z innymi kapłanami oraz świeckimi, uwięziony, a po pięciu latach skazany na dożywocie za zdradę stanu. W więzieniu przebywał do lipca 1985, a następnie do 6 stycznia 1988 w areszcie domowym. Nigdy nie wyrzekł się wierności papieżowi i nie przystąpił do Patriotycznego Stowarzyszenia Katolików Chińskich co mogło zapewnić mu wolność. W 1988, z pozwoleniem władz, wyemigrował do Stanów Zjednoczonych. Oficjalnie administratorem był do śmierci w 2000. W tym czasie na katedrze w Suzhou zasiadało dwóch antybiskupów PSKCh konsekrowanych bez zgody papieża, pozostających więc pod karą ekskomuniki latae sententiae. Podczas rewolucji kulturalnej wiele zabytkowych kościołów w diecezji zostało poważnie zniszczonych. Diecezja odrodziła się po 1980.
Kolejny administrator bp Joseph Fan Zhongliang SI został aresztowany przez władze i przebywał w areszcie domowym.
Obecny biskup Joseph Xu Honggen ma uznanie zarówno Stolicy Apostolskiej jak i rządu w Pekinie. 5 października 2016 razem z grupą wiernych bp Xu Honggen publicznie spotkał się w Rzymie z papieżem Franciszkiem. Było to pierwsze publiczne spotkanie głowy Kościoła z biskupem z ChRL. Ze względu na napięte relacje między Watykanem a Pekinem dotychczas takie spotkania odbywały się prywatnie. Wydarzenie to spotkało z mieszanym odbiorem zarówno w wiernym papieżowi Kościele podziemnym jak i w formalnie nieuznającym prymatu piotrowego kościele oficjalnym.

## Biskupi

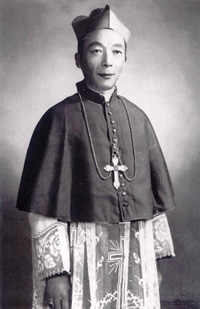
bp Ignatius Kung Pin-mei w 1949

Herb bp Josepha Xu Honggena

- Ignatius Kung Pin-mei (1949 - 1950) następnie mianowany biskupem szanghajskim
- sede vacante (1950 - 2005)
  - kard. Ignatius Kung Pin-mei (1950 - 2000) administrator apostolski, biskup szanghajski; de facto od 1955 nie miał realnej władzy w diecezji (przebywał w więzieniu, a od 1988 zagranicą); od 1979 kardynał in pectore (nominacja ogłoszona w 1991)[1]
  - Joseph Fan Zhongliang SI (2000 - 2005) administrator apostolski, biskup szanghajski; de facto nie miał realnej władzy w diecezji (przebywał w areszcie)
- Joseph Xu Honggen (2005 - nadal)

### Antybiskupi
Ordynariusze mianowani przez Patriotyczne Stowarzyszenie Katolików Chińskich nieposiadający mandatu papieskiego:
- Shen Chuming (1959 – 1968?)
- Matthias Ma Longlin (1981 – 1999)